# 韓圭ソル
韓 圭卨（ハン・ギュソル、かん けいせつ、朝鮮語: 한규설、1856年2月29日 - 1930年9月22日）は、朝鮮の政治家。李氏朝鮮末期には司僕寺壮衛使、大韓帝国期には議政府参政大臣や代理執政公などを歴任した。字は舜佑、号は江石。本貫は清州韓氏。

## 経歴
生年についてははっきりとしないが、19世紀中頃に漢城府で生まれたとされる。1880年に蔭位によって文官の下級官僚に推挙され、1884年には武科及第によって司僕寺壮衛使となった。同年、司僕寺主簿の李基東・弘文館副修撰の李道宰・成均館隷下講読官の申泰游・魚允迪・李秉武・李載克などとともに、甲申政変の鎮圧にあたっている。鎮圧勢力の中心にいた韓圭稷は彼の実兄である。その後は、1892年より漢城府捕盗庁の右辺官衙捕盗大将（右捕将）を務め、1896年に右営使に任じられた。
1905年、韓圭卨は議政府参政を改称して創設された議政府参政大臣に就任し、内閣を組閣した。このころ、韓国の保護国化を計画していた日本は、7月の桂・タフト協定、8月の第二回日英同盟締結、9月のポーツマス条約調印などにより、列強各国に韓国保護国化の承認を取り付けていた。11月15日、特派大使である伊藤博文が高宗に内謁し、明治天皇による保護条約（第二次日韓協約）調印についての親書を奉呈した。16日に高宗は参政大臣の韓圭卨をはじめとする各大臣を招集して、協約締結についての可否を諮った。このとき韓圭卨は、外部大臣の朴斉純とともに締結への反対意見を上奏している。また、同日伊藤と会談した際には、「日韓両国の関係は其内容に於て如何に規定せらるるも敢えて辞せず。唯だ其形式上に於て少しく余地を存せられんことを望む。夫れ韓国現下の状況は気息奄々瀕死に等し。唯だ纔に一縷の余命を存せるは一に是れ外交関係を親らするに在るなり。其外交をすら貴国に委任せんか全く命脈断絶するの悲境に沈むべし」、現在瀕死状態にも等しい韓国が外交権まで日本に取り上げられたら、いよいよ国家として存続することができないと訴えたが、伊藤は聞き入れなかった。11月17日、在韓公使の林権助・韓国駐箚軍司令官の長谷川好道とともに慶運宮に参内した伊藤は、再び各大臣と会談して協約締結の賛否を尋ねた。臨席した内部大臣李址鎔・学部大臣李完用・法部大臣李夏栄・農商工部大臣権重顕・軍部大臣李根沢が締結やむなしとするなかで、韓圭卨および度支部大臣閔泳綺は改めて条約締結を拒絶している。伊藤は詰責して締結を迫ると、韓圭卨は精神衰弱に陥り、両手で顔を覆いながら号哭した。なおも拒絶の意を示した韓圭卨は会談の場から宮中の漱玉軒に連れ出され、18日の午前1時半までその場に留め置かれた。その間に外部大臣の朴斉純が協約に調印したが、この報告を聞いた韓圭卨は、参政大臣の承認も皇帝の裁可もない協約は無効だとして、関係大臣の免官手続きを取った。しかしながら、高宗の御前での一連の振る舞いが道理に欠くという理由から、実際に罷免されたのは関係大臣ではなく韓圭卨自身だった。参政大臣罷免後も、一貫して協約に反対の立場をとり続けた。
その後は中枢院顧問や宮内府特進官を歴任し、1910年に韓国が併合されると男爵に列せられた。しかし、1912年12月6日に男爵位を返上すると、以降は公職を離れて隠居生活を送った。1914年には、前年4月に京城府の道路改修工事に際して水田280坪を寄贈した功績から、朝鮮総督府より木杯を下賜されている。1919年に三・一独立運動が起こると、京城地方法院で行われた関係者への裁判に崔麟の証人として出廷した。1920年に李商在らと朝鮮教育協会を設立してからは教育運動に関わるようになり、1920年代に李商在や尹致昭とともに民立大学設立運動を展開した。1930年9月22日に忠清北道・清州で死去。現在、韓圭卨の墓所は京畿道高陽市徳陽区元興洞に位置しており、1986年6月16日に韓圭卨先生墓として高陽市郷土文化財第25号に登録された。

## 親族
- 父：韓承烈
  - 兄：韓圭稷（朝鮮語版） - 甲申政変で殺害された。
  - 妹：ハン・ジンホ - 青松沈氏（朝鮮語版）の沈圭燮に嫁ぐ。
    - 長男：韓亮鎬 - 京城女子商業学校（朝鮮語版）（現在のソウル女子商業高等学校）創設者。
    - 長男の嫁：延日鄭氏（朝鮮語版）の女。
      - 孫：韓学数

    - 長女：安東権氏（朝鮮語版）の権寧徳に嫁ぐ。
    - 次女：豊壌趙氏の趙万九に嫁ぐ。